# Rosenthal (Zittau)
Rosenthal ist ein Dorf in der sächsischen Oberlausitz im Landkreis Görlitz an der Grenze zu Polen. Bis zur Eingemeindung nach Hirschfelde 1950 war Rosenthal eine selbstständige Gemeinde.

## Lage und Ausdehnung
Der Ort liegt am linken Ufer der Lausitzer Neiße am Rande des Neißedurchbruchstal. Im Nordosten grenzt der Klosterwald des Klosters St. Marienthal an das Dorf, im Westen die Bachaue des Kemmlitzbaches, der den Ort auch durchfließt. Im Norden steigt das Gelände zu einem kleinen Plateau an, das von den Bauern als Ackerfläche genutzt wurde. Man unterscheidet daher auch zwischen Ober- und Unterdorf. Im Süden schließt sich der Ort an Hirschfelde an.

Rosenthal Oktober 2006
Im Hintergrund die Anwesen in malerischer Lage
Das Oberdorf von Rosenthal aus Dittelsdorfer Perspektive
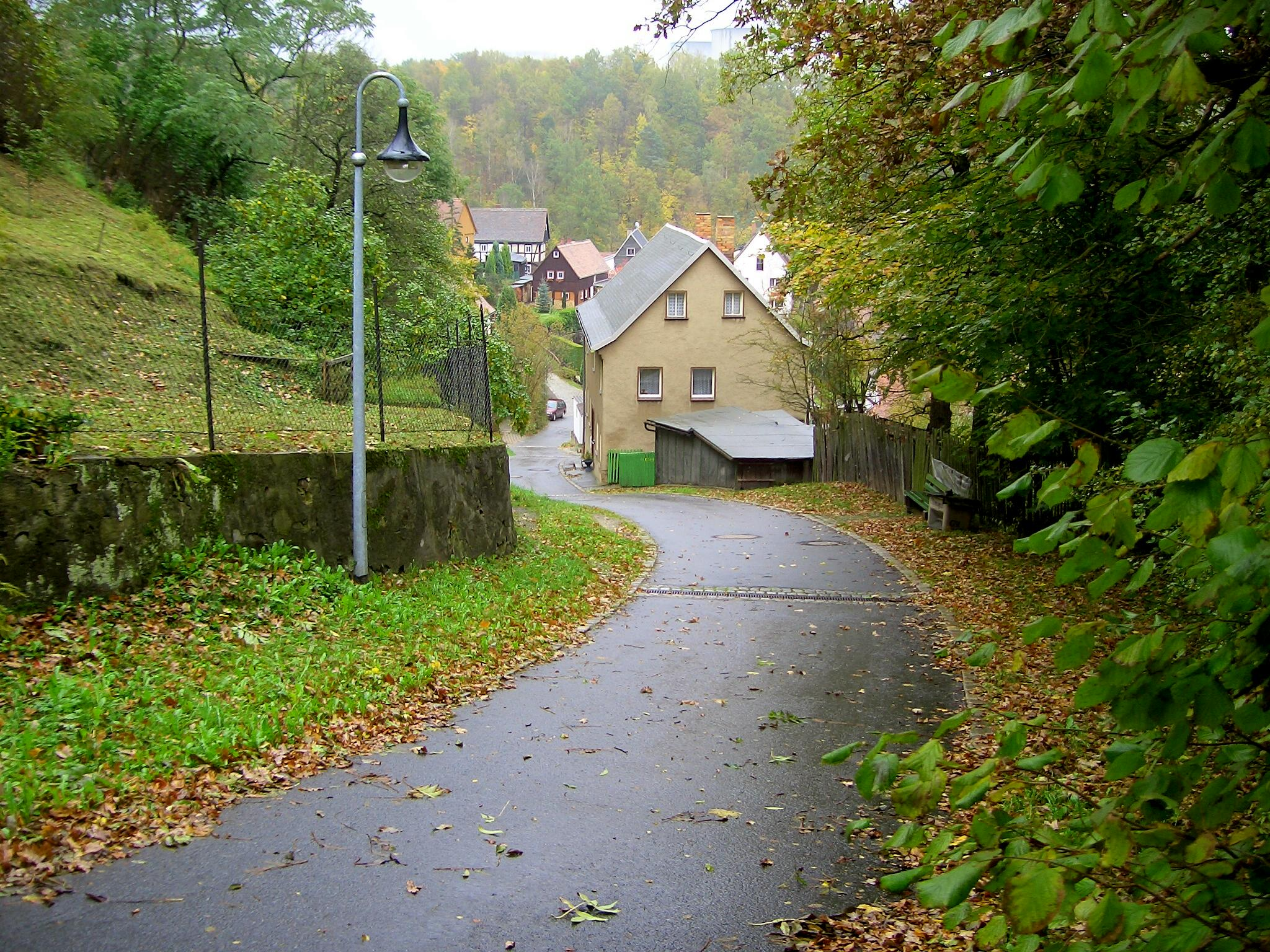
Der Ziehberg

## Geschichte

Die Flachsspinnerei Hirschfelde H. C. Müller um 1905

Rosenthal von Rohnau aus betrachtet, um 1905

Vordere Bahnbrücke an der Neißeschleife mit separatem Fußgängersteg nach Rohnau

Rosenthal wird 1368 noch unter dem Namen Rosental erstmals urkundlich erwähnt. Von seiner ursprünglichen Bebauung zählt es zu den Platzdörfern, weiterhin gab es eine Trennung zwischen einem bäuerlichen Abschnitt im Oberdorf und einem Häusleranteil im Unterdorf. Im 15. Jahrhundert wurde Rosenthal ein Rittersitz und man errichtete ein Vorwerk. 1595 verkaufte der Gutsherr Wilrich von Kyaw das Dorf für 2000 Taler an den Rat der Stadt Zittau.
Nach dem Ende des Dreißigjährigen Krieges 1648 war der Ort komplett verwüstet und unbewohnt. Kurze Zeit darauf siedelte die Stadt Zittau hier aber Glaubensflüchtlinge aus Böhmen und Mähren an, die als Leineweber den Leinwandhandel der Stadt vorantreiben sollten. Um den Wiederaufbau des Dorfes zu fördern, erließ man den Einwohnern für einige Jahre alle Abgaben. Das ursprünglich nach Burkersdorf eingepfarrte Rosenthal wurde ab 1570 der Kirchgemeinde Hirschfelde zugeschrieben, nachdem die ansässige Johanniterkommende aufgelöst wurde.
Bis 1771 gab es im Ort keine Schule. Die Kinder, die damals eine Schule besuchen konnten, wurden entweder in Hirschfelde oder in Rohnau unterrichtet. Infolge der allgemeinen Schulordnung in sächsischen Landen vom Jahr 1770 wurde in Rosenthal zum 26. April 1771 erstmals ein Schulhalter namens Johann Christoph Straupe angestellt, der sein Gewerbe als Leinweber auch in der Zeit der Amtsführung weiterbetrieb. Als im Jahr 1847 die erste maschinelle Flachsspinnerei Sachsens in Hirschfelde zu produzieren begann, nahm die Hausweberei ab, stattdessen siedelten sich hier aber viele Arbeiter der Fabrik an.
Am 12. April 1943 wurde in Rosenthal ein Barackenlager für die in der Flachsspinnerei Hirschfelde eingesetzten Zwangsarbeiter in Betrieb genommen. Es wird angenommen, dass in dem Lager insgesamt ca. 30–40 Personen, überwiegend polnische Frauen untergebracht waren. Im Juni 1944 begann am Fuße des Geiersteins in der Kemmlitz unter dem Decknamen Jakob II der Bau einer Treibstoff-Destillieranlage für das ASW-Braunkohlenwerk Hirschfelde, sie blieb zum Ende des Zweiten Weltkrieges unvollendet.
Am 1. Juli 1950 wurde Rosenthal ein Teil der Gemeinde Hirschfelde, die wiederum am 1. Januar 2007 in die Stadt Zittau eingegliedert wurde.
Der letzte Bürgermeister war Fritz Rokohl.

### Verkehr
Seit ältester Zeit führte durch den Ort die Hauptstraße von Zittau nach Görlitz über die steilste Straße in weiter Umgebung, dem Rosenthaler Berg. Für die Fuhrwerke leistete die im Niederdorf angrenzende und zu Hirschfelder gehörende Mühle Vorspanndienste bis zum Wechsel am Kretscham im Oberdorf. Die Straße trägt heute in Anlehnung an die vergangenen Zeiten die Bezeichnung Ziehberg. Im Jahr 1843 änderte sich die Situation mit dem Bau einer Umgehungsstraße durch das Kemmlitztal.
Nach der am 15. Oktober 1875 erfolgten Inbetriebnahme der Eisenbahnstrecke Zittau–Nikrisch wurde im Bereich der Neißeschleife zwischen den Bahnbrücken mit Inkrafttreten des Sommerfahrplans am 15. Mai 1877 erstmals der Haltepunkt Rosenthal bedient. Dieser hatte touristische Bedeutung für Ausflügler, die das Neißetal von Görlitz oder Zittau aus erkundeten. Für die Einwohner Rosenthals oder des benachbarten Hirschfelde hingegen war der Haltepunkt Rohnau besser zu erreichen. Im Zusammenhang mit dem Haltepunkt Rosenthal eröffnete zum gleichen Zeitpunkt die vom Niederoderwitzer Restaurateur Benjamin Anders errichtete Neißethal-Gastwirtschaft. 1882 erwarb der Görlitzer Gastwirt Georg Demnich das Lokal, 1895 wurde Louis Frenzel Eigentümer. Im Jahr 1911 erhielt die Lokalität die Bezeichnung Restaurant zum Neißetal. Besitzer wurde der Gastwirt Otto Raspe (1870–1920). Die Gastwirtschaft wurde bis zur Schließung um 1941 von seiner Witwe Emma Raspe (1872–1945), deren Tochter und dem Schwiegersohn weitergeführt und danach an die Flachsspinnerei Hirschfelde verkauft. Nach 1945 diente das Gebäude als Grenzstation, ab 1958 als Wohngebäude für fünf Familien. Der Abriss des heruntergekommenen Gebäudes erfolgte 1993. Heute befindet sich ein Rastplatz mit Schutzhütte für Radtouristen an diesem Ort.
Der Haltepunkt Rosenthal wird mit dem Fahrplanwechsel am 1. November 1943 nicht mehr bedient.

### Einwohnerentwicklung
| Jahr | Einwohner |
| ---- | --------- |
| 1772 | 220       |
| 1834 | 396       |
| 1855 | 535       |
| 1871 | 627       |
| 1890 | 519       |
| 1910 | 456       |
| 1925 | 467       |
| 1939 | 429       |
| 1946 | 658       |

Im Jahr 1777 wirtschafteten in Rosenthal acht besessene Mann, fünf Gärtner und 28 Häusler.
Die erste Bevölkerungserhebung in Sachsen, in der nicht die Besitzverhältnisse, sondern jeder einzelne Einwohner gleichwertig gezählt wurde, erfolgte im Jahr 1834, damals lebten knapp 400 Personen im Ort. Die Bevölkerung vergrößerte sich innerhalb eines halben Jahrhunderts auf 627 Einwohner im Jahr 1890. Grund hierfür war die Errichtung der Flachsspinnerei Hirschfelde H. C. Müller und die damit verbundene Ansiedlung von Fabrikarbeitern. Später sank die Einwohnerzahl wieder. Nach Ende des Zweiten Weltkriegs fanden viele Flüchtlinge in Rosenthal eine neue Heimat, so dass die Bevölkerung auf über 650 Einwohner anwuchs.

### Ortsnamensformen
Ortsnamensformen von Rosenthal sind unter anderem Rosental (1368), Rosinthal (1429), Rosen Thal (1648), Rosenthal (1791) und Rosenthal b. Zittau (1875). Heute ist wieder die Form Rosenthal gebräuchlich.